# Spandau Ballet
A Spandau Ballet egy az 1970-es évek végén alapított angol könnyűzenei együttes. A londoni zenekar az újromantikus mozgalomból (angolul: New Romanticism) ihletődött, és a mozgalom által meghatározott korszak egyik legsikeresebb együttesévé váltak. Az együttes hagyományosan Gary Kemp (gitár, billentyűs hangszerek, háttérvokál), Martin Kemp (basszusgitár, háttérvokál), Tony Hadley (ének, billentyűs hangszerek), Steve Norman (szaxofon) és John Keeble (dobok) felállásban lépett fel.
1980-as debütáló kislemezük, a To Cut a Long Story Short 5. helyezést ért el a slágerlistákon az Egyesült Királyságban. Ezt tíz másik, Top 10-es kislemez követte, köztük a True (1. helyezés), Gold (2. helyezés), Chant No. 1 (3. helyezés) és Only When You Leave (3. helyezés). Az együttes nyolc nagylemeze az Egyesült Királyságban felkerült a legjobb 10-es listára, ezek között három válogatás és egy újra felvett anyagokat tartalmazó lemez is volt. Népszerűségük csúcsán, 1984-ben Brit Award-dal díjazták őket.
Az együttes 1990-ben feloszlott, és a tagok szólókarrierbe kezdtek. Emellett a Kemp testvérek a színészkedés felé is fordultak. A 2009-es újjáalakulás óta a zenekart a Q Awards-on is elismerték, és Gary Kemp dalszövegeit Ivor Novello-díjjal jutalmazták.
Az új-romantikus érában gyökerező újfajta, szintetikus popzenéjükkel világhírnévre tettek szert, és a kulturális és divatvilágra is hatással voltak. Zenéjükben, koncertjeik látványelemeiben és öltözködési stílusukban koherensen képviselték az 1980-as évek fiataljainak életérzését.

## Alapítás és kezdeti sikerek
Az együttest 1976-ban „The Cut” néven alapította Gary Kemp és Steve Norman. A két barát a Dame Alice Owen's School középiskolába járt az észak-londoni Islingtonban. Mivel hasonló zenei ízlésük volt, úgy döntöttek, hogy zenekart alapítanak. Hozzájuk csatlakozott iskolatársuk, John Keeble is, aki az iskola zenetermében találkozott Normannal. Az iskolai szünetekben gyakorló három fiatalhoz később csatlakozott Michael Ellison és Tony Hadley is. Pár hónap után Richard Miller váltotta Ellisont a basszusgitáron. Később Kemp öccse, Martin Kemp vette át ezt a szerepet pár. Ebben az időben az együttes már koncerttapasztalatot is szerzett. Steve Daggert, a tagok iskolai barátját kérték fel a menedzseri feladatok ellátására. Daggernek nagy szerepe volt a zenei stílus és az arculat kialakításában is.
1976 végén „The Makers”-re változtatták nevüket, és punkzenekarként léptek fel a the Roxy nevű szórakozóhelyen. 1978-ban áttértek a power pop stílusra, és nevüket „Gentry”-re változtatták. Az új névvel pár fellépésük volt, majd újabb névváltás következett. A Spandau Ballet nevet a zenekar egyik barátja, Robert Elms, lemezlovas és újságíró látta meg egy berlini szórakozóhely mosdójának falára írva. A „Spandau Ballet” kifejezést a szövetséges csapatok használták az első világháború lövészárkaiban, és a szögesdrótokon fennakadt hullák rángatózását értették alatta, amikor azokat a német Spandau MG 08-as gépfegyverek újra eltalálták. Egy másik magyarázat szerint a spandaui börtönben felakasztott rabok kötélen való rángatózását nevezték így.
Az új név alatt az együttes Martin Kemp és Hadley közreműködésével Londonban és környékén lépett fel. Zenéjük a Rolling Stones és The Kinks korai stílusát idézte, azonban sokkal elektronikusabb hangzása lett miután olyan klubokba jártak, mint a Billy's és a Blitz, ahol az új-romantikus mozgalom kialakult. Olyan együtteseket hallgattak, mint a Kraftwerk vagy a Telex.

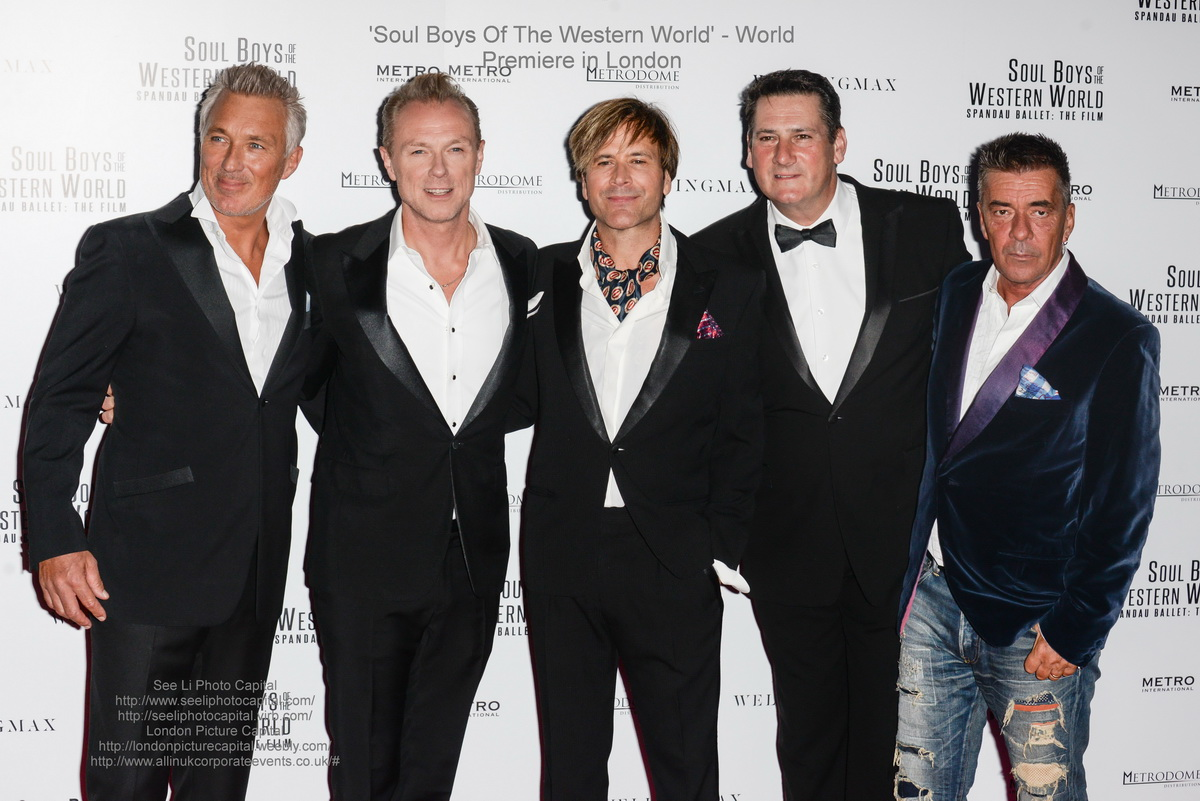
Az együttesről szóló dokumentumfilm bemutatóján (2014)

A Spandau Ballet több ajánlatot kapott, de végül Reformation néven saját kiadót alapítottak. Ezzel később a Chrysalis Records-hoz szerződtek, és kiadták a To Cut a Long Story Short című dalt, melynek producere Richard James Burgess elektronikus zenész volt. A tíznapos stúdiómunka után kiadott dal 1980 végén bekerült a toplista legjobb 5 zeneszáma közé. Ezt 1981-ben újabb Top 20-as dalok (The Freeze, Musclebound) és egy aranylemezzé vált debütáló album, a Journeys to Glory követték.
A következő nagylemez, a Diamond ugyancsak Burgess produceri munkája alatt jelent meg 1982-ben. Ez a Brit Hanglemezgyártók Szövetségétől (BPI) aranylemez minősítést kapott. Az albumon szerepel a Top 3-ba bejutott és funk hangzású Chant No. 1 is. Burgesst kérték fel, hogy remixelje a két album összes kislemezként megjelent dalát, amelyek a kislemezek B oldalára, illetve 12-es formátumú hanglemezekre kerültek fel. Ezek a feldolgozások később díszdobozos kiadásban is piacra kerültek. Azonban a Diamond album második kislemeze, a Paint Me Down csak 30. helyre ért be, a harmadik kislemez, a She Loved Like Diamond pedig fel sem került a brit Top 40-es listára.
Az Instinction című dalt Trevor Horn producer keverte újra, és ez lett az album negyedik kislemeze. A Chant No. 1 táncos remixével kiegészített 12-es formátumú kiadás fogadtatása igen kedvező volt, a brit Top 10-be is bekerült. Az együttes 1981-ben elkönyvelhette első sikerét az Egyesült Államokban is: a Chant No. 1 17. helyig jutott a tánczenék listáján.

## Nemzetközi hírnév
1983 márciusában kiadták harmadik nagylemezüket, amely a True címet viselte. Az album producerei Tony Swain és Steve Jolley voltak, és egy simább pop hangzás jellemezte a lemezt. Ekkortól kezdett Steve Norman szaxofonon játszani. A címadó dalhoz hasonlóan a lemez is sikeres lett, és az Egyesült Királyságban a toplista élére került. A Gold is kimagasló sikert hozott, 2. helyig jutott a slágerlistán.
Az 1984 júniusában kiadott következő album, a Parade és az abból készült kislemezek is hatalmas sikernek örvendtek Európában, Kanadában és Óceániában. A nagylemez nyitódala, az Only When You Leave az együttes utolsó amerikai sikerdalának számított. 1984 végén a zenekar közreműködött a Band Aid jótékonysági lemezen, és 1985-ben az ahhoz kapcsolódó koncerten, a Wembley Stadionban léptek fel. 1985-ben platinalemez lett a The Singles Collection című válogatásalbum. A sikert azonban beárnyékolta, hogy a lemezt kiadó Chrysalis Records az együttes beleegyezése nélkül jelentette meg a válogatást, ezért a zenekar beperelte a kiadóvállalatot.
1986-ban a zenekar leszerződött a CBS Records-hoz, és megjelentették a Through the Barricades című nagylemezt, amellyel eltávolodtak a True és a Parade fémjelezte pop és soul vonaltól a rock irányába. Az első kislemez (Fight For Ourselves) 15. lett hazájukban, és az album névadó dala, illetve az album 10. helyig jutott az Egyesült Királyságban és Európában.
Egy rövid szünet után 1989 szeptemberében kiadták következő stúdiólemezüket, a Heart Like a Sky-t. Az album és a rajta hallható dalok egyaránt sikertelenek voltak a Brit-szigeteken, és az Egyesült Államokban a lemez meg sem jelent. Ennek ellenére Olaszországban, Belgiumban és Hollandiában a Raw és a Be Free with Your Love dalok a Top 10-ig jutottak.

## Megszakítás

### Feloszlás
Az 1990-es években a jogdíjak miatt kialakult nézeteltérés miatt az együttes feloszlott. Hadley, Norman és Keeble egy sikertelenül végződött pert indítottak Gary Kemp ellen, hogy megszerezzék annak a dalszövegek jogdíjaiból származó jövedelmének egy részét. Bár kilátásba helyezték a bírósági döntés megfellebbezését, végül elálltak tervüktől. A Kemp testvéreken kívüli tagok trióként turnéztak, azonban el kellett adniuk a zenekart működtető cégben birtokolt részesedéseiket Gary Kempnek, hogy leróhassák a per miatti tartozásaikat. Mivel ez a cég birtokolta a Spandau Ballet névhasználati jogát, a trió „Hadley, Norman and Keeble, ex-Spandau Ballet” néven lépett fel.

### Szóló projektek
Az együttes feloszlása után a tagok nem csak zenével foglalkoztak. 1990-ben a Kemp testvérek játszották A Kray fivérek című film főszerepeit. Martin Kemp ezt követően szerepet kapott a népszerű brit szappanoperában, az EastEnders-ben. Gary Kemp is több filmes felkérést kapott, így a Több mint testőrben is látható volt. 1995-ben kiadta egyetlen szólólemezét Little Bruises címmel. Eközben Tony Hadley is szólókarrierbe kezdett, de jelentős sikert nem tudott elérni.
Miután otthagyta az EastEnderst, Martin Kemp több jelentős alkotásban is szerepelt. Megírta és megrendezte első filmjét, a Becserkészve című horror-thrillert, amely 2010-ben került bemutatásra. Gary Kemp a Didonak is író Paul Stratham-mel írt közös dalokat, illetve színházi darabokban, mozi- és tévéfilmekben is szerepelt. Guy Pratt-al a Begbug és az A Terrible Beauty című musicaleken dolgozott együtt. Steve Norman Ibizára költözött, ahol 2001-ben Rafa Peletey és Shelley Preston közreműködésével megalapította a Cloudfish nevű klubzenekart. Hadley három stúdióalbumot adott ki, és a Chicago musical főszerepét is eljátszotta. 2003-ban megnyerte az ITV Reborn in the USA című valóságshowját. 1999-ben Hadley vendégénekesként hallható volt Alan Parsons The Time Machine albumának Out of the Blue című dalában.

## Újraegyesülés

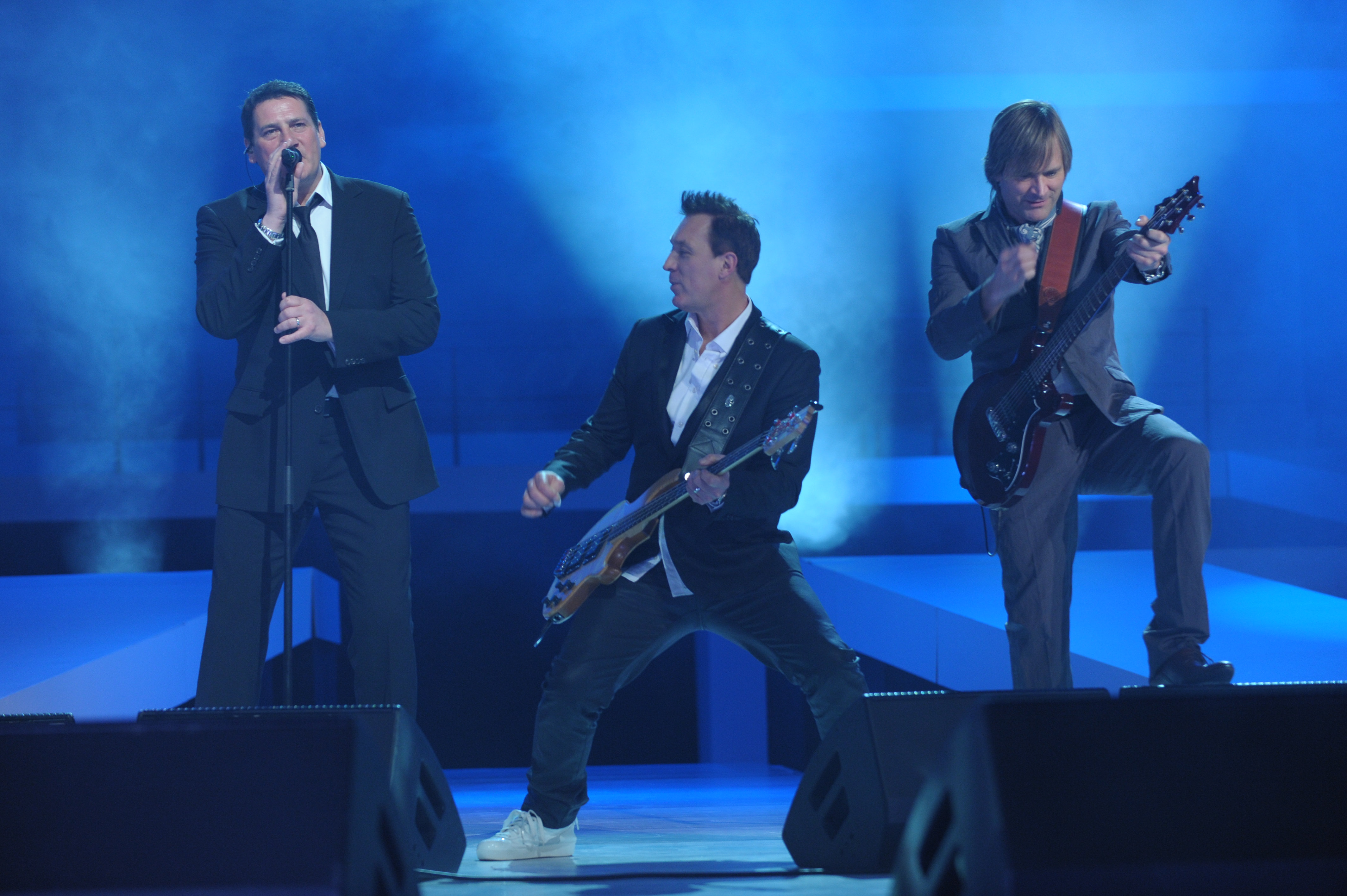
Az újra összeállt Spandau Ballet a Berlin Fashion Week-en (2010 januárja)

2009 elején olyan hírek láttak napvilágot, hogy abban az évben az együttes koncertet ad. Bár az együttes nem nyilatkozott a híresztelésekkel kapcsolatban, a hivatalos honlapjuk közzétett egy felhívást, hogy a rajongók egy izgalmas bejelentésre számíthatnak, ami a közelgő újraegyesülésről szóló pletykákat támasztották alá.  2009. március 21-én, a BBC Radio 2 műsorában Jonathan Ross műsorvezető bejelentette, hogy az együttes újra összeáll, és ő is meghívót kapott az ünnepi eseményre.
Az együttes március 25-én Londonban, a HMS Belfast fedélzetén tartott sajtótájékoztatóján megerősítette a híreket, és közölték a Reformation turné első állomásait is. A világ körüli turné 2009 októberében kezdődött 8 írországi és egyesült királyságbeli koncerttel, melyek közül az elsőre október 13-án került sor Dublinban.
A sajtótájékoztató napján a zenekar honlapján elővételben már kaphatóak voltak a koncertek jegyei, majd két nap múlva a jegyirodákban is forgalmazásra kerültek. Utóbbiak esetében 20 perc alatt minden belépő elkelt az O2 Arénába tervezett koncertre, így a nagy érdeklődésre való tekintettel két újabb időpontot is be kellett iktatni. Birminghamben is beiktattak még egy időpontot, illetve Liverpoolt is felvették a koncerthelyszínek közé. 2009. április 24-én az együttes tagjai 19 év óta először mutatkoztak együtt és léptek fel a BBC Friday Night with Jonathan Ross című műsorában.
2009. október 19-én megjelent a Once More nagylemezük, amely két új dal mellett régebbi számok átdolgozott változatait tartalmazta. Az album az Egyesült Királyságban bekerült a Top 10-be, és a Virgin Media 2009 legjobb visszatérőinek választotta az együttest a Virgin Media Awards díjátadón.
2010 áprilisában a Tears For Fears-szel közösen ausztráliai turnéra indult a zenekar. Az Isle of Wight Festival-on való fellépésük után az együttes 2010. június 25-én a Newmarket-i versenypályán tartotta meg a Reformation Tour utolsó brit-szigeteki koncertjét.
2014-ben egy, az együttesről és tágabb értelemben véve az 1980-as évek kultúrájáról szóló dokumentumfilm népszerűsítésébe kezdtek. A George Hencken rendezte Soul Boys of the Western World című alkotás premierje a Royal Albert Hall-ban volt. Az együttes tagjai részt vettek a South by Southwest és a Cannes-i fesztiválokon, ahol a filmet népszerűsítették.
2014 júliusában a zenekar bejelentette, hogy új dolgoznak Trevor Hornnal. Az Egyesült Királyságban az együttes az ITV Spandau Ballet – True Gold című show-műsorában volt látható. A műsorban stúdióközönség előtt több slágert is előadtak, illetve interjú is készült velük. 2014. november 11-én az egyik legismertebb dalukat, a True-t és egy új szerzeményüket (This is the Love) is eljátszották az amerikai  Jimmy Kimmel Live című műsorban. Az 1985-ös Soul Train műsorbeli fellépésük óta ez volt az első amerikai televíziós szereplésük, és ottlétük célja az új válogatásalbumuk népszerűsítése volt.
2014 októberében végül megjelent a The Story – The Very Best of Spandau Ballet című lemez, melyre a régi slágerek mellett pár új dal is felkerült, és a 10. helyig jutott a brit toplistán.
2015-ben az együttes újabb világ körüli turnéra indult. 2015 januárjában a The Today Show-ban és július 27-én a The Talk című műsorban is felléptek.

## A populáris kultúrában
A Spandau Ballet True című dalát több zeneszám is sample-ként használta, az egyik legismertebb P.M. Dawn-tól a Set Adrift on Memory Bliss (1991) és Lloyd-tól a You (2007).
A True hallható többek között a Tizenhat szál gyertya, Charlie angyalai, A hivatal, Szívek szállodája, Kerge város, Férjek gyöngye, Deszkások, Kényszerszünet, Jószomszédi iszony, Döglött akták, Veronica Mars, A Simpson család, Psych – Dilis detektívek, Vissza a jelenbe, Őrült, dilis, szerelem, Kívülállók, Pixel és Virsliparti című filmekben és sorozatokban is. A Nászok ásza című film végén Steve Buscemi a True-t énekli egy esküvői zenekar élén.
A Gold is hasonlóan népszerű volt. A Flora margarin egyesült királyságbeli reklámja mellett, több televíziós alkotásban, egy videójátékban és Sing Street című zenés vígjátékban is elhangzik.
A dal a népszerű angol szituációs komédia, a Csak a kötözött bolondok egyik karácsonyi kiadásában is hallhat. Ebben egy Jonathan Ross által vezetett kitalált televíziós vetélkedő, „Az aranyláz” (The GoldRush) főcímdalaként hangzik el. A sorozat egy korábbi epizódjában az egyik főszereplő, Del Boy tévesen Spanner Ballet-nek (magyarul kb. Csavarkulcs Balett) ejti az együttes nevét.
A 2012-es londoni olimpia idején az Absolute Radio ezzel a dallal ünnepelte a brit atléták sikerét.
A Modern család című szituációs komédia 1. évadának 8. részében Edward Norton Izzy LaFontaine-t, a Spandau Ballet kitalált basszusgitárosát és háttérénekesét játszotta, és egyik jelenetben azt állította, hogy ő állt Richard Miller és Martin Kemp között a színpadon.

## Tagok
Jelenlegi tagok
- Tony Hadley – ének, billentyűs hangszerek, szintetizátor
- Gary Kemp – ének, billentyűs hangszerek, szintetizátor, zongora, háttérvokál
- Steve Norman – szaxofon, gitár, ütőhangszerek, bongó, konga, háttérvokál
- Martin Kemp – basszusgitár, gitár, háttérvokál
- John Keeble – dobok, háttérvokál

Korai tagok
- Michael Ellison – basszusgitár
- Richard Miller – basszusgitár

## Diszkográfia
- Journeys to Glory (1981)
- Diamond (1982)
- True (1983)
- Parade (1984)
- Through the Barricades (1986)
- Heart Like a Sky (1989)
- Once More (2009)
- The Story (2014)

## Díjak és jelölések
Működése során a zenekart és tagjait több díjjal is kitüntették. A Q zenei magazin által évente megrendezett Q Awards-on a Spandau Ballet egy díjat kapott. A Brit Hanglemezgyártók Szövetsége által rendezett Brit Awards 1984-es gáláján az együttes vihette haza a Sony trófea a technikai kiválóságért díjat. A dalszerzőknek és komponistáknak évente odaítélt Ivor Novello-díjat 2012-ben Gary Kemp kapta meg.
| Év   | Díj              | Kategória                            | Eredmény |
| ---- | ---------------- | ------------------------------------ | -------- |
| 1984 | Brit Awards      | Sony trófea a technikai kiválóságért | Elnyerte |
| 2009 | Q Awards         | Q Idol                               | Elnyerte |
| 2012 | Ivor Novello-díj | Kiemelkedő dalgyűjtemény (Gary Kemp) | Elnyerte |